# Resultados do Carnaval de Uruguaiana em 2010
Resultados do Carnaval de Uruguaiana em 2010. A vencedora do 1º grupo foi a escola Unidos da Cova da Onça com o enredo, Guerreiros da Vida. Protetores da Mãe Terra.

## 1º Grupo
| Colocação | Escola                     | Pontos | Nota    | Ref.              |
| --------- | -------------------------- | ------ | ------- | ----------------- |
| 1º        | Unidos da Cova da Onça     | 438,5  |         | [ 1 ] [ 2 ]       |
| 2º        | Unidos da Ilha do Marduque | 437,9  |         | [ 1 ] [ 2 ]       |
| 3º        | Os Rouxinóis               | 437,2  |         | [ 1 ] [ 2 ]       |
| 4º        | Bambas da Alegria          | 434,1  |         | [ 1 ] [ 2 ]       |
| 5º        | Deu Chucha na Zebra        | 430    |         | [ 1 ] [ 2 ]       |
| 6º        | Imperadores do Sol         | 422,7  | Mantida | [ 1 ] [ 2 ] [ 5 ] |
| 7º        | Acadêmicos de São Miguel   | 422,4  | Mantida | [ 1 ] [ 2 ] [ 5 ] |

## 2º Grupo
| Colocação | Escola                 | Pontos | Nota      | Ref.  |
| --------- | ---------------------- | ------ | --------- | ----- |
| 1º        | Apoteose do Samba      | 107,8  | Promovida | [ 6 ] |
| 2º        | Acadêmicos do Negão    | 102    |           | [ 6 ] |
| 3º        | Unidos da Toca do Lobo | 99,8   |           | [ 6 ] |
| 4º        | Unidos da Mangueira    | 93,4   |           | [ 6 ] |